# 特雷伯兴
特雷伯兴是奥地利克恩顿州德劳河畔施皮塔尔县的一个市镇。总面积73.74平方公里，总人口1271人，人口密度17.2人/平方公里（2005年）。